# パイオニア (空母)
パイオニア（英: HMS Pioneer, R76）は、イギリス海軍のコロッサス級航空母艦の5番艦。ヴィッカース・アームストロング社にて建造された。

## 艦歴
建造は当初の予定とは異なって、ユニコーン (HMS Unicorn, I72) が航空機整備艦として成功したことから、同様の整備艦として改設計、竣工した。
パイオニアは終戦時、マヌス島にいた。日本の降伏後、パイオニアは帰国の途に就き、その後7年間予備役として保管された。
1953年に航空機運送艦として再就役したが、1954年9月に退役し、スクラップとして売却された。